# Maximilian Osterritter
Maximilian Osterritter, auch Max Osterritter bzw. Maxi Osterritter (* 14. März 1955 in Bonn; † 1999 ebenda) war ein deutscher Kabarettist und Schauspieler.

## Leben
Maximilian Osterritter entstammte der Bonner Künstlerfamilie Osterritter, deren bekanntester Vertreter der Maler und Karikaturist André Osterritter war. 
Osterritter war von Geburt an körperbehindert und wachstumsgehemmt. Im Erwachsenenalter maß er nur 1,10 Meter und konnte sich wegen eines angeborenen Hüftschadens und stark verkürzter Beine nur schwer und meist mit Hilfe eines eigens für ihn konstruierten Dreirades fortbewegen. Nach dem Schulabschluss an der Oberkasseler Volksschule kehrte er einer Behindertenwerkstatt den Rücken und schlug er eine Bühnenlaufbahn ein. Mit seiner Behinderung ging er offensiv um.
Nachdem er eine Zeit lang als „kleinster Rockmusiker Deutschlands“ in den Schlagzeilen war, wandte er sich der Schauspielerei zu und spielte den Elefantenmenschen Joseph Merrick in dem Theaterstück Ich, Joseph Carey Merrick, der Elefantenmensch von Martin Kuchejda in der Brotfabrik Bonn, was er stets als „die Rolle meines Lebens“ bezeichnete, und einen kleinwüchsigen Herrscher beim Schauspielhaus Düsseldorf.
Da die vorhandene Theaterliteratur für einen Mann seiner Physiognomie nur wenige Rollen zu bieten hatte, suchte Osterritter nach einem anderen künstlerischen Betätigungsfeld und fand es im Kabarett. Mit dem 1,86 Meter großen Christoph Schunck († 2001) fand er einen Bühnenpartner, der ihm einen wirklichen Kontrast und zugleich eine ausgezeichnete Ergänzung bot: Gemeinsam mit Schunck brachte er eine Reihe von Kabarettprogrammen heraus, die den Gegensatz von „Behindert“ und „Nicht-Behindert“ zum Thema hatten und sich durch einen manchmal schonungslosen Tabubruch kennzeichneten: Über kurz oder lang oder Zwerge quälen sind Beispiele für die zuweilen provokanten Titel dieser Kabarettabende. 
Osterritter und Schunck bereisten mit ihren Programmen die gesamte Bundesrepublik und traten dabei auch bei zahlreichen Veranstaltungen von Behindertenorganisationen wie der „Aktion Sorgenkind“ (heute „Aktion Mensch“) und im Fernsehen auf. 
Gemeinsam mit Schunk gründete Osterritter in der Bonner Kleinkunstbühne Harmonie das monatliche Programm Nachtfieber als „Sprungbrett“ für den kabarettistischen Nachwuchs; zunehmend traten dort auch renommierte Kabarettisten auf.
Als Solokünstler stand Osterritter in Dr. High und Mr. Down auf der Bühne und spielte darin einen „Kleinen“, der sich aus lauter Lebensverzweiflung („Ich wollte immer Basketballer werden, aber da habe ich ja keine Chance - als Weißer!“) von einem Barhocker in die Tiefe stürzen will und nur mittels einer Droge zum Gefühl vermeintlicher Größe findet. Zahlreiche selbstironische, manchmal zynische Anekdoten aus Osterritters persönlichem Alltag würzten dieses tragisch-komische Programm: „Andere betreten einen Aufzug, und man sagt ihnen Guten Tag. Mir leckt der Dackel durchs Gesicht.“